# 阿尔万切斯
阿尔万切斯，是西班牙安达卢西亚自治区阿尔梅里亚省的一个市镇。 总面积35km2, 总人口618人（2001年），人口密度18人/km2。